# Perumanna
Perumanna es una ciudad censal situada en el distrito de Kozhikode en el estado de Kerala (India). Su población es de 35460 habitantes (2011). Se encuentra a 10 km de Kozhikode.

## Demografía
Según el censo de 2011 la población de Perumanna era de 35460 habitantes, de los cuales 17479 eran hombres y 17981 eran mujeres. Perumanna tiene una tasa media de alfabetización del 95,59%, superior a la media estatal del 94%: la alfabetización masculina es del 97,60%, y la alfabetización femenina del 93,67%.